# Bourreria grandicalyx
Bourreria grandicalyx là loài thực vật có hoa trong họ Mồ hôi. Loài này được J.S.Mill. & Sirot mô tả khoa học đầu tiên năm 1997 publ. 1998.